# Bloom (álbum de Audio Adrenaline)
Bloom es el tercer álbum de estudio de la banda Estadounidense de rock cristiano, Audio Adrenaline. Fue lanzado en 1996 bajo ForeFront Records, hasta que en 1999 el álbum fue certificado de oro por la RIAA.

## Lista de canciones
Todas las canciones fueron escritas por Barry Blair, Bob Herdmann, Will McGinnis, y Mark Stuart, excepto las indicadas.
1. "Secret" – 3:43
2. "Never Gonna Be as Big as Jesus"[n. 1][n. 2] – 4:27
3. "Good People" – 3:26
4. "I'm Not the King"[n. 1] – 3:53
5. "Walk on Water"[n. 1] – 3:52
6. "See Through" – 4:58
7. "Free Ride" (Dan Hartman) – 3:23
8. "Man of God" – 4:18
9. "Gloryland" – 4:24
10. "Jazz Odyssey" – 1:22
11. "Bag Lady" – 4:11
12. "I Hear Jesus Calling" – 3:22
13. "Memoir" – 5:10